# 36-я танковая бригада
36-я танковая Краснознаменная орденов Суворова и Кутузова бригада — танковая бригада Красной армии в годы Великой Отечественной войны.
Сокращённое наименование — 36 тбр.

## Формирование и организация
Бригада начинала формирование в ХВО, переведена в МВО (город Горький). Сформирована на основании Директивы Зам. НКО № 260сс/ов от 28.12.1941 г. в период с 5 декабря 1941 г. по 6 апреля 1942 г. в Горьковском АБТ центре. Предназначалась для укомплектования английскими танками.
6 апреля 1942 года убыла в район Купянск на Юго-Западный фронт.
7 апреля 1942 года бригада передислоцировалась на Юго-Западный фронт и вошла в состав 22-го танкового корпуса 38-й армии.
Утром 12 мая 1942 года РККА начала наступление на вермахт с двух направлений — из Барвенково и Волчанска-Старый Салтова (с Салтовского плацдарма на правобережье С. Донца) — с целью окружить оккупированный немцами 24-25 октября 1941 года Харьков (закончившееся Барвенковским котлом). Пространство между Непокрытой-Перемогой-Терновой стало местом ожесточённых боёв.
Местность перед превращённым немцами в главный опорный пункт Непокрытым (восточнее села) и само село стали местом кровопролитных боёв. Непокрытое было узловой точкой немецкой обороны в марте-мае 1942 года вдоль реки Большая Бабка; в нём располагался штаб 294-й Саксонской пехотной дивизии вермахта.
В 7:30 утра 12 мая 1942 226-я стрелковая дивизия 38-й армии РККА генерала Горбатова атаковала Непокрытое из села Фёдоровка-Октябрьское при поддержке танков 36-й танковой бригады, трёх дивизионов гвардейских миномётов, 648-го артполка РГК и 516-го инженерного батальона — и прорвала оборону противника. В 10.20 два батальона 987-го сп вышли на северо-восточную окраину села Непокрытое и до 12.00 оттеснили противника к центру села. 989-й стрелковый полк к 11.00 вышел на юго-восточную окраину села. К 14.00 село было полностью очищено от врага. В этом бою 226-я дивизия потеряла до пятисот человек убитыми и ранеными; 36-я танковая бригада потеряла 16 танков.
В первый день советского наступления на Харьковском направлении, 12 мая, танковый батальон капитана Михаила Шестакова с ходу форсировал реку Большая Бабка, захватил два узла вражеского сопротивления у села Непокрытое Волчанского района Харьковской области Украинской ССР и взял много пленных.
При отражении контратаки противника огнём из танка капитан М. Д. Шестаков уничтожил четыре немецких артиллерийских орудия с расчётами. Капитан погиб в этом бою.
13 мая 1942 36-я танковая бригада потеряла за день в боях с немецкими 37 танков: 6 танков «Матильда», 19 танков «Валентайн» и 12 танков Т-60. Все, что уцелели, отошли в Непокрытое. После этого поражения танковые части 38-й армии до 17 мая 1942 года больше в боях участия не принимали.
7 июля 1942 года бригада вышла из состава 38-й армии и была включена в состав 28-й армии. 15 июля 1942 года бригада переподчинена 63-й армии в районе Скипниково. 7 августа 1942 г. бригада выводится на переформирование в район Сталинграда, затем в район Саратова и Ногинска. 17 сентября 1942 г. бригада вошла в состав 2-го мк и переведена на штаты № 010/240-010/248 от 06.09.1942 г.

## Боевой и численный состав
Бригада сформирована по штатам № 010/345-010/352 от 15.02.1942 г.:
- Управление бригады [штат № 010/345]
- 213-й отд. танковый батальон [штат № 010/346]
- 214-й отд. танковый батальон [штат № 010/346]
- 65-й мотострелково-пулеметный батальон [штат № 010/347]
- Противотанковая батарея [штат № 010/348]
- Зенитная батарея [штат № 010/349]
- Рота управления [штат № 010/350]
- Рота технического обеспечения [штат № 010/351]
- Медико-санитарный взвод [штат № 010/352]

Директивой НКО № 1104308сс от 08.09.1942 г. переведена на штаты № 010/240-010/248 от 06.09.1942 г.:
- Управление бригады [штат № 010/240]

- 213-й отд. танковый батальон [штат № 010/241]
- 214-й отд. танковый батальон [штат № 010/242]
- 65-й моторизованный стрелково-пулеметный батальон [штат № 010/243]
- Истребительно-противотанковая артиллерийская батарея [штат № 010/244]
- Рота управления [штат № 010/245]
- Рота технического обеспечения [штат № 010/246]
- Медико-санитарный взвод [штат № 010/247]
- Зенитная батарея [штат № 010/248]

Директивой ГШ КА № орг/3/2373 от 25.04.1944 г. переведена на штаты № 010/500-010/506:
- Управление бригады [штат № 010/500]
- 1-й отд. танковый батальон [штат № 010/501] — до 14.12.1943 — 213-й отд. танковый батальон
- 2-й отд. танковый батальон [штат № 010/501] — до 14.12.1943 — 214-й отд. танковый батальон
- 3-й отд. танковый батальон [штат № 010/501]
- Моторизованный батальон автоматчиков [штат № 010/502]
- Зенитно-пулеметная рота [штат № 010/503]
- Рота управления [штат № 010/504]
- Рота технического обеспечения [штат № 010/505]
- Медсанвзвод [штат № 010/506]

## Подчинение
Периоды вхождения в состав Действующей армии:
- с 10.04.1942 по 30.08.1942 года.
- с 06.10.1942 по 29.04.1943 года.
- с 20.07.1943 по 21.10.1943 года.
- с 15.02.1944 по 06.04.1944 года.
- с 29.04.1944 по 09.05.1945 года.

| Дата            | Фронт (округ)             | Армия                 | Корпус                      | Дивизия | Бригада | Примечания |
| --------------- | ------------------------- | --------------------- | --------------------------- | ------- | ------- | ---------- |
| 01.10.1941 года | Харьковский военный округ |                       |                             |         |         |            |
| 01.11.1941 года | Харьковский военный округ |                       |                             |         |         |            |
| 01.12.1941 года | Московский военный округ  |                       |                             |         |         |            |
| 01.01.1942 года | Московский военный округ  |                       |                             |         |         |            |
| 01.02.1942 года | Московский военный округ  |                       |                             |         |         |            |
| 01.03.1942 года | Московский военный округ  |                       |                             |         |         |            |
| 01.04.1942 года | Московский военный округ  |                       |                             |         |         |            |
| 01.05.1942 года | Юго-западный фронт        | 38-я армия            | 22-й танковый корпус        |         |         |            |
| 01.06.1942 года | Юго-западный фронт        | 38-я армия            | 22-й танковый корпус        |         |         |            |
| 01.07.1942 года | Юго-западный фронт        | 38-я армия            | 22-й танковый корпус        |         |         |            |
| 01.08.1942 года | Сталинградский фронт      | 63-я армия            |                             |         |         |            |
| 01.09.1942 года | Московский военный округ  |                       |                             |         |         |            |
| 01.10.1942 года | РВГК                      |                       | 2-й механизированный корпус |         |         |            |
| 01.11.1942 года | Калининский фронт         | 43-я армия            | 2-й механизированный корпус |         |         |            |
| 01.12.1942 года | Калининский фронт         | 3-я Ударная армия     | 2-й механизированный корпус |         |         |            |
| 01.01.1943 года | Калининский фронт         | 3-я Ударная армия     | 2-й механизированный корпус |         |         |            |
| 01.02.1943 года | Калининский фронт         | 3-я Ударная армия     | 2-й механизированный корпус |         |         |            |
| 01.03.1943 года | Калининский фронт         | 3-я Ударная армия     | 2-й механизированный корпус |         |         |            |
| 01.04.1943 года | Калининский фронт         | 3-я Ударная армия     | 2-й механизированный корпус |         |         |            |
| 01.05.1943 года | РВГК                      |                       |                             |         |         |            |
| 01.06.1943 года | РВГК                      |                       |                             |         |         |            |
| 01.07.1943 года | Московский военный округ  |                       | 11-й танковый корпус        |         |         |            |
| 01.08.1943 года | Брянский фронт            | 4-я танковая армия    | 11-й танковый корпус        |         |         |            |
| 01.09.1943 года | Южный фронт               |                       | 11-й танковый корпус        |         |         |            |
| 01.10.1943 года | Южный фронт               |                       | 11-й танковый корпус        |         |         |            |
| 01.11.1943 года | РВГК                      |                       | 11-й танковый корпус        |         |         |            |
| 01.12.1943 года | РВГК                      |                       | 11-й танковый корпус        |         |         |            |
| 01.01.1944 года | РВГК                      |                       | 11-й танковый корпус        |         |         |            |
| 01.02.1944 года | РВГК                      |                       | 11-й танковый корпус        |         |         |            |
| 01.03.1944 года | 1-й Украинский фронт      | 13-я армия            | 11-й танковый корпус        |         |         |            |
| 01.04.1944 года | 1-й Украинский фронт      | 13-я армия            | 11-й танковый корпус        |         |         |            |
| 01.05.1944 года | 1-й Белорусский фронт     |                       | 11-й танковый корпус        |         |         |            |
| 01.06.1944 года | 1-й Белорусский фронт     |                       | 11-й танковый корпус        |         |         |            |
| 01.07.1944 года | 1-й Белорусский фронт     |                       | 11-й танковый корпус        |         |         |            |
| 01.08.1944 года | 1-й Белорусский фронт     |                       | 11-й танковый корпус        |         |         |            |
| 01.09.1944 года | 1-й Белорусский фронт     | 69-я армия            | 11-й танковый корпус        |         |         |            |
| 01.10.1944 года | 1-й Белорусский фронт     | 69-я армия            | 11-й танковый корпус        |         |         |            |
| 01.11.1944 года | 1-й Белорусский фронт     | 69-я армия            | 11-й танковый корпус        |         |         |            |
| 01.12.1944 года | 1-й Белорусский фронт     | 69-я армия            | 11-й танковый корпус        |         |         |            |
| 01.01.1945 года | 1-й Белорусский фронт     | 69-я армия            | 11-й танковый корпус        |         |         |            |
| 01.02.1945 года | 1-й Белорусский фронт     |                       | 11-й танковый корпус        |         |         |            |
| 01.03.1945 года | 1-й Белорусский фронт     | 8-я гвардейская армия | 11-й танковый корпус        |         |         |            |
| 01.04.1945 года | 1-й Белорусский фронт     | 8-я гвардейская армия | 11-й танковый корпус        |         |         |            |
| 01.05.1945 года | 1-й Белорусский фронт     | 5-я ударная армия     | 11-й танковый корпус        |         |         |            |

## Командиры

### Командиры бригады
- Корчагин Иван Петрович, полковник,06.12.1941 — 30.12.1941 года.[2]
- Танасчишин Трофим Иванович, полковник, 25.12.1941 — 15.07.1942 года.[3]
- Еремин Алексей Яковлевич, подполковник, с 24.08.1942 полковник, ид, 15.07.1942 — 08.09.1942 года.[4]
- Пахомов Максим Иванович, полковник, ид, 09.09.1942 — 12.10.1942 года.
- Пахомов Максим Иванович, полковник, 12.10.1942 — 01.01.1943 года.[5]
- Туркатов Анатолий Михайлович, подполковник, врид, 02.01.1943 — 30.01.1943 года.[6]
- Жариков Иван Алексеевич, подполковник (в июле 1944 тяж. ранен), 01.02.1943 — 00.07.1944 года.[7]
- Корнилов Василий Андреевич, подполковник, врио, 00.07.1944 — 00.09.1944 года.
- Жариков Иван Алексеевич, полковник, 07.09.1944 — 10.06.1945 года.

### Начальники штаба бригады
- Выжигин Александр Дмитриевич, подполковник, 05.12.1941 — 07.06.1942 года.[8]
- Ктитаренко Алексей Васильевич, майор, 00.06.1942 — 30.07.1944 года.
- Юрченко Иван Захарович, майор. 01.08.1944 — 07.09.1944 года.[9]
- Ктитаренко Алексей Васильевич, подполковник, 07.09.1944 — 24.09.1944 года.[10]
- Клешнин Демьян Павлович, майор, с 25.05.1945 подполковник, 24.09.1944 — 10.06.1945 года.[11]

### Заместитель командира бригады по строевой части
- Шутов Степан Фёдорович, майор, 09.12.1941 — 01.03.1942 года.
- Юдин Георгий Лаврентьевич, майор, 00.05.1942 — 00.09.1942 года.
- Стародубцев Сергей Васильевич, майор, ид, 00.08.1942 — 00.09.1942 года.
- Туркатов Анатолий Михайлович, подполковник, 00.09.1942 — 00.03.1943 года.
- Богданов Хамзя Салимович, подполковник (фактически не приступал), 15.02.1943 — 00.06.1943 года.
- Павлушко Аркадий Тимофеевич, подполковник, 00.06.1943 — 16.01.1944 года.
- Абих Виктор Фёдорович, подполковник, на 04.1945 года.

### Начальник политотдела, заместитель командира по политической части
- Большаков Василий Андреевич, батальоный комиссар, 30.11.1941 — 23.05.1942 года.
- Петровский Иосиф Казимирович, батальон. комиссар, с 17.11.1942 подполковник, 15.06.1942 — 16.06.1943 года.
- Слободнюк Ефрем Петрович, подполковник,16.06.1943 — 15.12.1943 года.
- Корнилов Василий Андреевич, майор, с 26.04.1944 подполковник, 15.12.1943 — 16.07.1945 года.

## Отличившиеся воины

### Герои Советского Союза
| Награда | Ф.И.О                            | Должность                                                                       | Звание            | Дата награждения                                           | Примечания |
| ------- | -------------------------------- | ------------------------------------------------------------------------------- | ----------------- | ---------------------------------------------------------- | ---------- |
|         | Виноградов Александр Геннадьевич | командир танковой роты 36-й танковой бригады                                    | старший лейтенант | Указ Президиума Верховного Совета СССР от 31.05.1945 года. |            |
|         | Жариков Иван Алексеевич          | командир 36-й танковой бригады                                                  | полковник         | Указ Президиума Верховного Совета СССР от 31.05.1945 года. |            |
|         | Клюев Василий Кузьмич            | командир взвода 36-й танковой бригады                                           | лейтенант         | Указ Президиума Верховного Совета СССР от 24.03.1945 года. |            |
|         | Лейков Андрей Леонардович        | заместитель командира батальона 36-й танковой бригады                           | капитан           | Указ Президиума Верховного Совета СССР от 19.03.1944 года. |            |
|         | Ляполов Виктор Михайлович        | командир отделения моторизованного батальона автоматчиков 36-й танковой бригады | сержант           | Указ Президиума Верховного Совета СССР от 31.05.1945 года. |            |
|         | Лях Николай Локтионович          | командир батальона 36-й танковой бригады                                        | майор             | Указ Президиума Верховного Совета СССР от 27.02.1945 года. |            |
|         | Рогозин Анатолий Васильевич      | командир батальона 36-й танковой бригады                                        | майор             | Указ Президиума Верховного Совета СССР от 31.05.1945 года. |            |
|         | Тикунов Григорий Яковлевич       | командир танковой роты 36-й танковой бригады                                    | капитан           | Указ Президиума Верховного Совета СССР от 27.02.1945 года. |            |
|         | Шестаков Михаил Денисович        | командир 1-го танкового батальона 36-й танковой бригады                         | капитан           | Указ Президиума Верховного Совета СССР от 05.11.1942 года. |            |
|         | Яснов Иван Макарович             | командир танка Т-34-85 1-го танкового батальона                                 | младший лейтенант | Указ Президиума Верховного Совета СССР от 31.05.1945 года. |            |

### Полные кавалеры ордена Славы
| Награда | Ф.И.О                       | Должность                                                                       | Звание          | Дата награждения | Примечания |
| ------- | --------------------------- | ------------------------------------------------------------------------------- | --------------- | ---------------- | ---------- |
|         | Макаров Николай Григорьевич | командир отделения моторизованного батальона автоматчиков 36-й танковой бригады | старший сержант |                  |            |
|         | Митрохин Николай Иванович   | заряжающий танка 36-й танковой бригады                                          | сержант         |                  |            |

## Награды и наименования
| Награда, наименование     | Документ о награждении                      | За что получена |
| ------------------------- | ------------------------------------------- | --- |
| Орден Красного Знамени    | Указ Президиума ВС СССР от 09.08.1944 г.    | За образцовое выполнение заданий командования в боях с немецкими захватчиками при овладении городами Ковель и проявленные при этом доблесть и мужество.                           |
| Орден Суворова II степени | Указ Президиума ВС СССР от 12.08.1944 года. | За образцовое выполнение заданий командования в боях с немецкими захватчиками, за овладение городами Седлец, Минск-Мазовецкий и Луков и проявленные при этом доблесть и мужество. |
| Орден Кутузова II степени | Указ Президиума ВС СССР от 19.02.1945       | За образцовое выполнение заданий командования в боях с немецкими захватчиками при прорыве обороны немцев южнее Варшавы и проявленные при этом доблесть и мужество                 |